# 奥托·克伦佩勒
奥托·诺桑·克伦佩勒（德語：Otto Nossan Klemperer；1885年5月14日—1973年7月6日），犹太裔德国指挥家、作曲家，被认为是20世纪最伟大的指挥家之一。 

## 生平

### 早年
克伦佩勒生于德意志帝国普鲁士西里西亚省布雷斯劳（现在的波兰弗罗茨瓦夫），由母親啟蒙鋼琴，之後在美因河畔法兰克福的霍赫音乐学院学习，后来到柏林的斯特恩音乐学院跟随詹姆斯·夸斯特和汉斯·普菲茨纳继续学习。当他于1905年指挥马勒第二交响曲时，结识了马勒。两人成为朋友，1907年经马勒推荐，克伦佩勒成为布拉格德国地方剧院的乐队长。1910年他协助马勒首演了第8交响曲。

### 职业生涯
克倫貝勒生平第一個工作是在首屆（1905年）萨尔茨堡音乐节中擔任合唱指揮，並在柏林擔任奧芬巴哈歌劇《地獄中的奧菲歐》的副指揮。后来他到了汉堡（1910年–1912年）和巴门（1912年–1913年）的市立剧院任职。从1914到1917年他是汉斯·菲茨纳在斯特拉斯堡的代理人。后来则成为科隆歌剧院（1917年–1924年）首席指挥。1919年他在科隆与歌手约翰娜·盖斯勒结婚。
在威斯巴登剧院（1924年–1927年）任职后，他接着就到了柏林的克罗尔歌剧院。克伦佩勒以演绎他同时代作曲家的作品出名，阿诺·勋伯格的《期待》，扬那切克的《死屋手记》，斯特拉文斯基的《俄狄浦斯王》和保罗·欣德米特的《卡地亚克》，但也曾指挥诸如巴赫的B小调弥撒等传统作品。1926年他首度在紐約演出。1931年克羅爾歌劇院倒閉，克倫貝勒轉往柏林國立歌劇院，總計他在克羅爾留下44齣歌劇的演出紀錄。

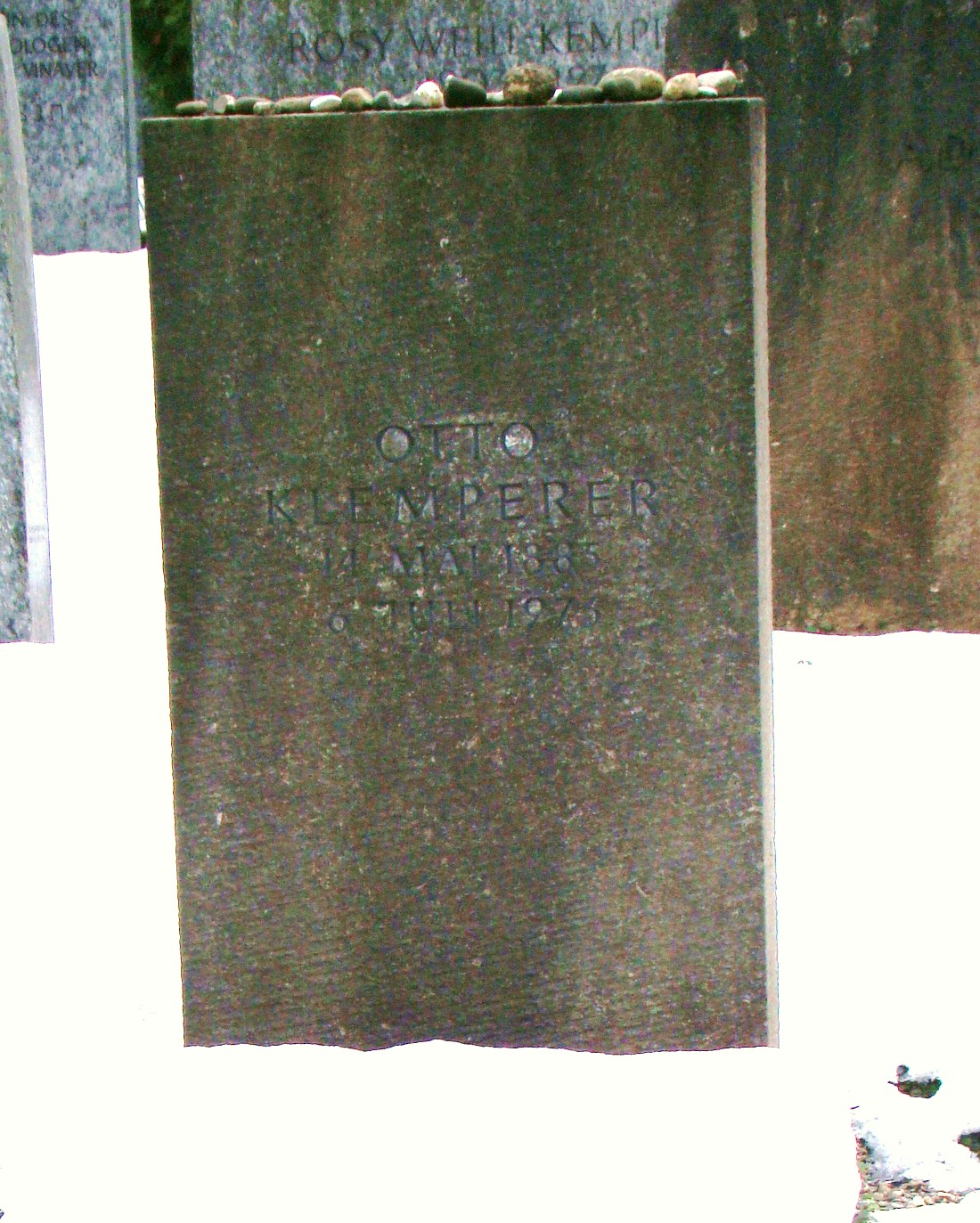
克倫佩勒的墳墓位於蘇黎世奧伯勒·弗里森貝格猶太公墓。

克伦佩勒是犹太人，1933年纳粹上台后，他逃往美国，到那里指挥洛杉矶交响乐团。在美国的岁月里，他演出的重点是德国古典音乐，如贝多芬、勃拉姆斯和马勒的作品。
第二次世界大战结束后，他返回欧洲，并于1947年至1950年间成为布达佩斯国立歌剧院音乐指导。1953年，当他与蒙特利尔交响乐团还有三年合约在身时，迁往了伦敦，1959年成为爱乐乐团首席指挥，后支持爱乐乐团团员对抗里格的解散行动，组织新爱乐乐团，他担任艺术指导的职务。
晚年的克伦佩勒部分瘫痪，这是1939年一次头部肿瘤手术的后遗症。除此之外，他患有狂躁抑郁症，此病经常发作，为此他不得不经常去医院接受治疗。即便如此，克伦佩勒仍活跃于乐坛。他于1971年退休，1973年逝世于苏黎世。

## 作品

### 作曲
虽然作为作曲家的克伦佩勒不是很出名，但他写有大量作品，计有6部交响曲，一首弥撒曲，9首弦乐四重奏，大约100首歌曲和一部歌剧《目标》。

## 獲獎與榮譽
- 德國歌德藝術與科學獎章（英语：Goethe-Medaille für Kunst und Wissenschaft），1933年

## 评价
克伦佩勒早年即作为马勒的助手开始职业生涯，他对于马勒的作品，特别是马勒第二交响曲的演绎一直具有经典文献的地位；克伦佩勒二三十年代大力提携的一批现代派作曲家，特别是他们的歌剧作品，也一直以克伦佩勒的诠释为经典；五十年代早期，克伦佩勒也曾尝试以古乐复兴风格演绎巴赫的作品；至五六十年代，克伦佩勒成为当时唱片业如日中天的百代公司的看家指挥，他对于德奥传统作品，即从巴赫，莫扎特，到贝多芬，及至门德尔松，舒伯特以后，再一直到瓦格纳，理查·施特劳斯，乃至马勒，布鲁克纳的交响乐作品，都给出过权威性的诠释。
作为指挥家的克伦佩勒早年以积极支持现代派和先锋派作曲家而知名，二战后则成为德奥传统作品最著名的演绎者。阿诺德·勋伯格評價克倫貝勒：
克倫貝勒年輕時是一位典型的德意志樂派指揮家，而晚年時，他卻是德意志樂派的原型。
这其中的转变，他自述只是随着听众兴趣的转移，但是研究者亦认为也包含了他自身兴趣的变化。与此类似的是，曾有人问克伦佩勒马勒与布鲁克纳的作品，形式风格都颇多类似之处，为何克伦佩勒专心于推广马勒的作品，克伦佩勒答曰，因马勒曾为其介绍工作。这样似是而非的答案隐藏了克伦佩勒真正的审美偏好。
克伦佩勒比之于同时代秉承德奥浪漫主义传统的指挥家，其风格以冷静客观著称。他晚年指挥的作品，大都缓慢凝重，织体清晰，特别是他训练的爱乐乐团的弦乐组尤其具有其个人风格。
虽然克伦佩勒曾在百代公司留下了许多大乐队演绎巴赫作品的经典录音，但是他在布达佩斯国家歌剧院期间，却是欧洲古乐复兴运动的先行者之一，倡导使用简化编制的乐队。
克伦佩勒推崇现场演绎，他曾斥录音室录音为无稽，但其身后却以大量的录音室经典录音而著名。著名製作人华尔特·李格這樣評價他的長期同僚：
克倫貝勒花許多心思專研音樂型式及並力求結構清晰，他的音樂主旋律永遠明白的顯現，概括來說，他偏好巨大的聲響，對最弱音的要求不若托斯卡尼尼、福特萬格勒及卡拉揚般的堅持。此外，克倫具勒有時也喜歡甜美的音色，當然，堅定的節奏、聲響，與堅毅的意志則是他的招牌。對樂團而言，他無疑是強大力量的來源，他似乎有一股催眠的力量，可以讓樂團發出他想要的聲音。

## 個人生活
克伦佩勒於晚年获得以色列国籍。

### 家庭
他的妻子是歌唱家约翰娜·盖斯勒（Johanna Geissler），他们有两个孩子，威尔纳后来成为演员，蘿荻則是終身未婚，在克倫貝勒的晚年負責照料他的病情。
德国作家和文学理论家维克托·克伦佩勒是他的堂兄。

## 軼事
- 在克伦佩勒去世四年后，他与爱乐乐团录制的贝多芬第五交响曲的第一乐章被美国宇航局选进了旅行者金唱片，随两艘旅行者探测器发射到太空[7][8][9]。

## 外部連結
- 奥托·克伦佩勒的Discogs页面（英文）